# Leistungswert (Energiewirtschaft)
Der Leistungswert ist in der Energiewirtschaft eine Messgröße für die abgenommene elektrische Leistung.
Ein Lastgangzähler ermittelt für jede Viertelstunde die mittlere abgenommene Leistung und damit das Lastprofil. Der höchste gemessene Wert innerhalb eines Abrechnungszeitraums geht als Leistungswert in die Stromrechnung ein.
Da ein Lastgangzähler recht teuer ist, wird bei Kunden mit einem geringen Verbrauch ein Standardlastprofil angenommen, um den Leistungswert zu ermitteln.